# Mario Moraes
Mario Moraes, född den 20 december 1988 i São Paulo, Brasilien, är en brasiliansk racerförare.

## Racingkarriär
Moraes tävlade som ung i formel 3, men hans resultat stack inte ut ifrån mängden av andra unga förare. Han fick överraskande chansen i IndyCar Series med start säsongen 2008 med Dale Coyne Racing. Moraes överraskade med att vara relativt nära stallkamraten Bruno Junqueiras resultat. Moraes gick 2009 till KV Racing Technology, där han överraskande kvalade in som sjua i det årets Indianapolis 500. Racet blev dock kort, då han kolliderade med Marco Andretti redan i den andra kurvan av sammanlagt 2000 under racet. Moraes tog sedan sin första pallplats samma år med en tredjeplats på Chicagoland Speedway.